# Nephtys cryptomma
Nephtys cryptomma är en ringmaskart som beskrevs av Harper 1986. Nephtys cryptomma ingår i släktet Nephtys och familjen Nephtyidae.
Artens utbredningsområde är Mexikanska golfen. Inga underarter finns listade i Catalogue of Life.